# 牙本质唾液酸磷酸蛋白
牙本质唾液酸磷酸蛋白（Dentin sialophosphoprotein，DSPP）是唯一由成牙本质细胞产生的蛋白质，它是一种SIBLING蛋白，属于非胶原蛋白，后来被切割成三种功能性蛋白：即取自羟基末端的牙本质磷蛋白 (dentin phosphoprotein)（也被称为磷蛋白 (phosphophoryn)）、氨基末端的牙本质涎蛋白(dentin sialoprotein)以及分子中间的牙本质糖蛋白(dentin glycoprotein)。它们在成形牙本质的胶原基质中的分布表明这些蛋白质在对矿物质沉积的调节中起重要作用。